# Jakob Siebert
Jakob Christian Siebert (* 5. Mai 1801 in Hadamar; † 10. Oktober 1884 ebenda) war ein deutscher Kaufmann und Mitglied der Ersten Kammer der Landstände des Herzogtums Nassau.

## Leben
Jakob Siebert wurde als Sohn des Franz Joseph Siebert (1776–1818) und dessen Ehefrau Elisabeth Verhas (1764–1830) geboren und war in seinem Heimatort Kaufmann und Grubenbesitzer, als er 1855 als Nachfolger von Eduard Trombetta ein Mandat für die Erste Kammer des Nassauischen Landtags erhielt. Er wurde aus der Gruppe der Gewerbetreibenden gewählt und blieb bis 1857 in dem Parlament.

## Familie
Siebert heiratete am  6. September 1823 Maria Josepha Adamy (1802–1866, Tochter des Grubenbesitzers und Abgeordneten Joseph Adamy und der Christiana Scheiberl).